# Tom Waddell
Tom Waddell (nascido Thomas Flubacher; 1 de novembro de 1937 – 11 de julho de 1987) foi um médico americano, decatleta que competiu nos Jogos Olímpicos de Verão de 1968, e fundador das Olimpíadas Gays (mais tarde conhecidas como Jogos Gays).
Adotado por ex-acrobatas de vaudeville, Waddell se destacou no atletismo e acabou cursando medicina. Ele competiu nos Jogos Olímpicos de Verão de 1968 e, após uma lesão que encerrou sua carreira, iniciou uma prática médica de sucesso em São Francisco. Inspirado por sua experiência em uma liga gay de boliche, Waddell fundou as Olimpíadas Gays, enfatizando o espírito esportivo, a realização pessoal e a inclusão. Ele também teve uma filha com a atleta lésbica Sara Lewinstein. Diagnosticado com AIDS em 1985, Waddell morreu em 1987. Sua vida e contribuições para a história LGBTQ foram homenageadas postumamente de várias maneiras.

## Juventude
Waddell nasceu Thomas Flubacher em Paterson, Nova Jérsei, em uma família católica germano-americana. Seus pais se separaram quando ele era adolescente e aos quinze anos foi morar com Gene e Hazel Waddell, para quem fazia tarefas; eles o adotaram seis anos depois. Os Waddells eram ex-acrobatas de vaudeville e incentivaram Tom a praticar ginástica. Gene Waddell foi um dos homens na famosa fotografia de acrobatas se equilibrando no topo do Empire State Building. No ensino médio, Tom Waddell se destacou no atletismo.
Waddell frequentou o Springfield College em Massachusetts com uma bolsa de estudos. Originalmente formado em educação física, mudou para a pré-medicina após a morte repentina de seu melhor amigo e co-capitão da equipe de ginástica, acontecimento que o comoveu profundamente. Em Springfield, ele competiu em times de ginástica e futebol. No verão de 1959, Tom trabalhou em um acampamento infantil no oeste de Massachusetts, onde conheceu seu primeiro amante, o socialista Enge Menaker, então um homem de 63 anos. Eles permaneceram próximos até a morte de Menaker em 1985 aos 90 anos.

## Carreira médica
Waddell frequentou a faculdade de medicina no New Jersey College of Medicine, uma divisão da Seton Hall University, e em 1965 realizou seu estágio médico no Beth El Hospital, no Brooklyn. Em 1965, ele viajou do Brooklyn, Nova Iorque, para participar do Movimento dos Direitos Civis em Selma, Alabama.
Convocado para o Exército em 1966, Waddell tornou-se oficial de medicina preventiva e pára-quedista. Ingressando em um curso de medicina global, protestou ao saber que seria embarcado para o Vietnã. Esperando uma corte marcial, ele foi enviado inesperadamente para treinar como decatleta para as Olimpíadas de 1968.
Após ser dispensado do exército, Waddell realizou residência médica na Universidade de Georgetown e no Montefiore Medical Center, no Bronx. Em Georgetown, ele fez pesquisas sobre vírus no Walter Reed Army Medical Center, em Washington, D.C. Em 1970, iniciou uma bolsa de pós-graduação na Universidade Stanford.
Waddell estabeleceu seu consultório particular na 18th Street, no bairro de Castro, em São Francisco, em 1974. Sua formação médica permitiu-lhe encontrar empregos com facilidade e em locais exóticos. Ele também atuou no Oriente Médio como diretor médico da Whittaker Corporation de 1974 a 1981. Parte de seu trabalho envolvia servir como médico pessoal de um príncipe saudita e de um empresário saudita e ele acabou se tornando o médico da equipe olímpica da Arábia Saudita nas Olimpíadas de Montreal de 1976.
Na década de 1980, Waddell trabalhava na City Clinic na área do Centro Cívico de São Francisco; após sua morte, foi renomeado em sua homenagem.

## Carreira esportiva
Ele viajou em uma excursão de atletismo pela África patrocinada pelo Departamento de Estado dos Estados Unidos em 1962.
Nos Jogos Olímpicos de Verão de 1968 na Cidade do México, Waddell ficou em sexto lugar entre os 33 competidores. Ele quebrou cinco de seus próprios recordes pessoais nos 10 eventos.
Em 1972, em uma competição de atletismo no Havaí, ele machucou o joelho no salto em altura, o que encerrou sua carreira como atleta competitivo.

## Olimpíadas Gays
Logo depois de retornar a São Francisco em 1972, Waddell ingressou em uma liga gay de boliche. Isso o inspirou a considerar a organização de um evento esportivo gay inspirado nas Olimpíadas. Ele deu continuidade à ideia no início dos anos 1980. As primeiras "Olimpíadas Gays" aconteceriam em São Francisco em 1982, na forma de uma competição esportiva e um festival de artes. Mas algumas semanas antes do início do evento, o Comitê Olímpico Internacional (COI) processou a organização de Waddell pelo uso da palavra “Olímpico”.
Apesar de o COI não ter protestado anteriormente quando outros grupos usaram o nome, eles alegaram que permitir as "Olimpíadas Gays" os prejudicaria. Eles conseguiram obter uma liminar apenas dezenove dias antes do início dos primeiros jogos. Mesmo assim, os jogos, agora renomeados como "Jogos Gays", seguiram em frente.

## Vida pessoal
Enquanto Waddell trabalhava em Stanford em 1970, ele conheceu Lee Brian, com quem teve um relacionamento de cinco anos.
Em 1975, Waddell conheceu o paisagista Charles Deaton, 12 anos mais velho, e eles se tornaram amantes. Uma edição de 11 de outubro de 1976 da revista People apresentou o casal em um artigo de capa. Eles foram o primeiro casal gay a aparecer na capa de uma grande revista nacional.
Em 1981, enquanto fundava os Jogos Gays, Waddell conheceu duas pessoas com quem estabeleceu relacionamentos importantes. Um deles era o relações públicas e arrecadador de fundos Zohn Artman, por quem se apaixonou e iniciou um relacionamento. A outra foi a atleta lésbica Sara Lewinstein. Tanto Tom quanto Sara desejavam ter um filho e decidiram ter um filho juntos. A filha deles, Jessica, nasceu em 1983. Para proteger os direitos legais de Jessica e de sua mãe, Tom e Sara se casaram em 1985.

## Morte
Em 1985, Waddell foi diagnosticado com AIDS. Embora perseguido pela ação do COI, Waddell viveu para ver o sucesso dos Jogos Gays II em 1986, e até participou, conquistando a medalha de ouro na prova de dardo. Ele morreu em 11 de julho do ano seguinte, aos 49 anos, em São Francisco, Califórnia. Suas últimas palavras foram “Bem, isso deve ser interessante”.
A batalha de Waddell contra o HIV/AIDS é um dos temas do premiado documentário de 1989 Common Threads: Stories from the Quilt. Sua autobiografia, Gay Olympian, de coautoria com o escritor esportivo Dick Schaap, foi publicada em 1996.

## Homenagens
Em 2013, Waddell foi incluído no Legacy Walk, uma exibição pública ao ar livre que celebra a história e as pessoas LGBT.
Em 2014, uma rua em São Francisco anteriormente chamada de Lech Wałęsa foi, devido a um comentário homofóbico de Wałęsa, renomeada como Dr. Tom Waddell Place. A rua já abrigava o Tom Waddell Health Center.
Em 2014, Waddell foi um dos homenageados inaugurais no Rainbow Honor Walk, uma caminhada da fama no bairro de Castro, em São Francisco, que homenageia pessoas LGBTQ que "fizeram contribuições significativas em suas áreas".